# Christopher Hitchens
Christopher Eric Hitchens (13 tháng 4 năm 1949 – 15 tháng 12 năm 2011) là tác giả và nhà báo người Anh có sách, tiểu luận, và báo chí sự nghiệp kéo dài hơn bốn thập kỷ. Ông là nhà báo, nhà văn nổi tiếng với những bài bình luận sắc sảo, có trọng lượng về đời sống chính trị của nước Anh cũng như các cuộc chiến tranh trên thế giới. Ông là một nhà báo và nhà phê bình văn học cho các báo và tạp chí The Atlantic, Vanity Fair, Slate, World Affairs, The Nation, Free Inquiry, và trở thành một thành viên truyền thông tại Học viện Hoover tháng 9 năm 2008. Ông là một nhân tố chính của chương trình nói chuyện và các đợt đi giảng bài vào năm 2005 được bình chọn là trí thức công chúng thứ năm của thế giới trong một cuộc thăm dò Prospect/Foreign Policy.
Là cây bút không ngại va chạm, Hitchens nổi tiếng với sự ngưỡng mộ của ông đối với George Orwell, Thomas Paine, và Thomas Jefferson và chỉ trích gây tranh cãi chống lại những nhân vật như Mẹ Teresa.
Là một nhà quan sát chính trị, nhà bút chiến và tự cho mình là người cấp tiến, ông nổi bật là nhân vật cố định của các ấn phẩm cánh tả ở quê hương Anh của mình và tại Hoa Kỳ. Nhiều bài xã luận của ông ủng hộ cuộc chiến tranh Iraq đã khiến một số người gán cho ông là một kẻ tân bảo thủ, mặc dù Hitchens khẳng định ông không là "một người bảo thủ dưới bất kỳ hình thức nào."
Xác định là một người ủng hộ của phong trào vô thần, Hitchens tự mô tả mình như một người vô thần và một tín hữu trong các giá trị triết học của thời Khai sáng. Năm 2007, cuốn sách God Is Not Great khiến ông trở thành ngôi sao ở Mỹ, được gọi là nhà vô thần số một của Hoa Kỳ. Mặc dù Hitchens giữ lại quốc tịch Anh của mình, ông đã trở thành một công dân Hoa Kỳ về các bước của Đài tưởng niệm Jefferson vào ngày 13 tháng 4 năm 2007, sinh nhật 58 của mình.. Tiểu hành tinh 57901 mang tên ông. Cuốn hồi ký của ông, Hitch-22, công bố trong tháng 6 năm 2010. Ông đã đi để giới thiệu cho cuốn sách đã được cắt ngắn sau đó, cùng một tháng để ông có thể bắt đầu điều trị ung thư thực quản mới được chẩn đoán. Ngày 15 tháng 12 năm 2011, Christopher Hitchens đã chết vì viêm phổi, một biến chứng của bệnh ung thư, tại Trung tâm Ung thư MD Anderson ở Houston, Texas.